# Heerdt (Düsseldorf)
Heerdt, Düsseldorf-Heerdt – dzielnica miasta Düsseldorf w Niemczech, w okręgu administracyjnym 4, w kraju związkowym Nadrenia Północna-Westfalia, w rejencji Düsseldorf. Swoją siedzibę ma tu zatrudniająca 5000 osób centrala niemieckiego oddziału sieci Vodafone. Działa tu również centrala i główna fabryka producenta herbat Teekanne. Dzielnicę zamieszkuje 12 352 osób. Heerdt zamieszkuje wysoki (31,7%) odsetek obcokrajowców, w tym obywateli Japonii (16,1%) i Chin (10,2%).

## Położenie
Graniczy z dzielnicami Düsseldorfu Oberkassel od zachodu i Lörick od północy, oraz miastami Neuss od południowego zachodu i Meerbusch od północnego zachodu. Część dzielnicy przylega do rzeki Ren, od której oddzielona jest wałem przeciwpowodziowym.

## Historia
Okolice północnego Heerdt, na pograniczu z Neuss, były zamieszkane jeszcze przed zamieszkaniem ich przez rzymian. Zalążkiem miasta był franciszkański majątek gospodarczy (niem. Fronhof, łać. curtis) bez kościoła, podlegający początkowo pod klasztor św. Quirina w Neuss. W 1074 arcybiskup Kolonii Anno II dokonał podziału ziem pomiędzy parafię w Neuss, która otrzymała majątek gospodarczy, a przeorkę żeńskiego klasztoru pod wezwaniem Św. Quirin, która otrzymała w dyspozycję lasy i dzikie tereny okalające osadę. W tym okresie istniały już pobliskie mniejsze miejscowości Niederkassel i Oberkassel. Do czasów współczesnych nie przetrwała natomiast zniszczona w tym okresie przez Ren osada Neill.
Wiadomo, że w 1225 istniała już oddzielna parafia w Heerdt, w skład której wchodziły również Niederkassel, Oberkassel i Lörick. Tereny osady należały wówczas Hrabstwa Kleve, choć nieznany pozostaje rok jej założenia. Heerdt, wówczas znane jako „Herde”, wchodziło w majątek (niem. Herrschaft), który w 1298 przeszedł z rąk Dietricha Luf von Kleve w ręce Graf Dietricha VI von Kleve.
Pod względem politycznym, od średniowiecza do XIV wieku okolica związana była z dworem w Hülchrath, władającym ziemiami w okolicy Neuss. Proces przejścia w pełne władania przez Elektorat Kolonii odbył się w dwóch częściach, w latach 1314 oraz 1392. Zależność ta trwała do 1801. Bezpośrednio w ramach Elektoratu miasto zależne było od amt Linn, na co wskazują dokumenty z tego czasu, opisujące w 1542 własny sąd niższego szczebla miast Heerdt i Büderich, którego decyzje musiały być ratyfikowane przez sąd wyższy w Linn. Zależność od tak odległego miasta – Linn jest obecnie dzielnicą leżącego 25 kilometrów na północ Krefeld – miała również wymiar gospodarzy. Utrzymywany przez Elektorat zakaz budowy nowych młynów oznaczał zależność miejscowych chłopów od młyna w Linn. Zakaz zniesiono w 1575, ale nowy młyn w Heerdt został zniszczony przez landesknecht z Neuss, a kolejny powstał dopiero w XVII wieku.
W okresie reformacji Heerdt doznało wielokrotnego zniszczenia, zarówno w czasie Wojny Kolońskiej, jak i wojny osiemdziesięcioletniej, z racji na bliskość do często obleganego Neuss. Liczba mieszkańców spadła z 500 w 1550 do 350 w 1600. Ponieważ ziemie Heerdt w tym okresie nie leżały we władaniu żadnej rodziny arystokratycznej, znajdowała się ona w rękach różnych grup społecznych. Dokument z 1599 informuje, że 30% ziem należało do kościoła, 25% do mieszczan z Kolonii, Düsseldorfu i Neuss a 15% do szlachty. Mniej niż 30% znajdowało się we władaniu mieszkańców miejscowości.
W 1794, wraz z całym dorzeczem Renu, tereny Heerdt znalazły się pod okupacją francuską. W tym okresie Heerdt należało do Departamentu de la Roer w Arrondissement de Crévelt i zyskało urząd Mairie. Po wycofaniu z tych ziem Francji, znalazła się ona w Prusach, a urząd Mairie przemianowano na Bürgermeistera. W 1816 miasto stało się częścią kreis Neuss. Chociaż formalnie Heerdt i pobliskie Büderich były oddzielnymi miastami, w praktyce urząd Bürgermeistera obu sprawowany był przez jedną osobę. W 1832 miasto zamieszkiwało 1172 osoby, wszystkie z wyłączeniem dwóch wiary katolickiej. Niezależność Heerdt, wraz z miejscowościami Niederkassel, Oberkassel i Lörick, dobiegła końca w 1909, kiedy zostały włączone do granic miasta Düsseldorf.

## Infrastruktura
Na obrzeżu dzielnicy, na węźle Düsseldorf-Heerdt kończy swój bieg autostrada A52, przechodząc w drogę krajową 7, w stronę mostu Theodor Heuss Brucke. Na granicy z dzielnicą Oberkassel droga rozchodzi się, prowadząc przez tunel pod dzielnicą Oberkassel do mostu Rheinkniebrucke.
Przez dzielnicę biegnie rozpoczynająca się na Belsenplatz odnoga sieci tramwajowej prowadząca dalej do graniczącego z dzielnicą miasta Neuss. Na linii tej znajduje się również zajezdnia tramwajowa Rheinbahn Heerdt.